# Kurt Wüthrich
Kurt Wüthrich (4 de octubre de 1938) es un químico suizo galardonado con el premio Nobel.
Nacido en Aarberg, Suiza, Wüthrich fue educado en Química, Física y Matemática en la Universidad de Berna antes de conseguir su Ph.D. bajo la dirección de Silvio Fallab en la Universidad de Basilea, otorgado en 1964. Continuó su trabajo postdoctoral con Fallab durante un breve tiempo antes de dejarlo para trabajar en la Universidad de California, Berkeley de 1965 a 1967 con Robert E. Connick. A esto le siguió un periodo de trabajo con Robert G. Shulman en los Laboratorios Bell en Murray Hill, Nueva Jersey (1967-1969).
Wüthrich volvió a Zúrich (Suiza), en 1969, donde comenzó su carrera en la Escuela Politécnica Federal de Zúrich, llegando a Profesor de Biofísica en 1980. Actualmente mantiene un laboratorio allí, aunque su cargo está en el Scripps Research Institute, en La Jolla, California.

## Trabajo científico
Durante sus estudios de graduación Wüthrich comenzó a trabajar con la espectroscopía de resonancia paramagnética electrónica y el tema de su tesis doctoral fue "la actividad catalítica de los compuestos de cobre en las reacciones de autooxidación". Durante su tiempo como investigador postdoctoral en la Berkeley comenzó a trabajar con la técnica relacionada recién desarrollada de la espectroscopía de resonancia magnética nuclear para estudiar la hidratación de complejos metálicos. Cuando Wüthrich se unió a los Laboratorios Bell, fue puesto a cargo de uno de los primeros espectrómetros de RMN superconductores, y comenzó estudiando la estructura y dinámica de las proteínas. Él ha perseguido esta línea de investigación desde entonces.
Después de volver a Suiza, Wüthrich colaboró con el premio Nobel Richard R. Ernst en el desarrollo de los primeros experimentos de RMN en 2 dimensiones, y estableció el efecto Overhauser nuclear como una manera conveniente de medir distancias interatómicas en proteínas. Esta investigación más tarde llevó a la asignación completa de resonancias para el inhibidor pancreático de tripsina bovino y el glucagón.
Fue premiado con parte del Premio Nobel de Química en 2002 por su liderazgo en el trabajo en curso, comenzado en los años 1970, sobre el uso de la espectroscopía de resonancia magnética nuclear multidimensional para estudiar la estructura de las proteínas.